# Région de bien-être d'Uusimaa central
La Région de bien-être d'Uusimaa central (en finnois : Keski-Uudenmaan hyvinvointialue) est un organisme public indépendant des municipalités et de l'État chargé des services sociaux, de santé et de secours pour le centre de l'Uusimaa.
C'est l'une des 23 régions de bien-être de Finlande.

## Municipalités

Carte des régions de bien-être d'Uusimaa. La région de bien-être d'Uusimaa central est en violet.

La région de bien-être compte 6 municipalités, dont 2 villes.
- Hyvinkää
- Järvenpää
- Mäntsälä
- Nurmijärvi
- Pornainen
- Tuusula

## Services
La responsabilité légale de l'organisation des services sociaux et de santé et de secours passera des municipalités à la région de bien-être d'Uusimaa central à partir du 1er janvier 2023.

### Soins de santé
Les municipalités font partie du District hospitalier d'Helsinki et de l'Uusimaa.
La région compte l'hôpital d'Hyvinkää et l'hôpital de Kellokoski.

### Opérations de secours
En termes d'opérations de secours d'urgence, les municipalités de la région de bien-être d'Uusimaa de l'Ouest dépendent du service de secours de l'Uusimaa de l'Est.

## Politique et administration
Les élections régionales finlandaises de 2022 ont eu lieu le 23 janvier 2022 afin de désigner pour la première fois les 69 conseillers régionaux élus pour 3 ans pour administrer la région de services du bien-être d'Uusimaa central.
Les répartitions des voix et des sièges sont les suivantes :
| Parti    | Parti                           | Voix   | %    | Sièges |
| -------- | ------------------------------- | ------ | ---- | ------ |
|          | Parti social-démocrate          | 16 045 | 22,6 | 16     |
|          | Vrais Finlandais                | 10 025 | 14,1 | 10     |
|          | Parti de la coalition nationale | 18 064 | 25,4 | 18     |
|          | Parti du centre                 | 9 187  | 12,9 | 10     |
|          | Ligue verte                     | 4 691  | 6,6  | 4      |
|          | Alliance de gauche              | 3 970  | 5,6  | 4      |
|          | Parti populaire suédois         | 371    | 0,5  | 0      |
|          | Chrétiens-démocrates            | 2 314  | 3,3  | 2      |
|          | Mouvement maintenant            | 1 138  | 1,6  | 1      |
|          | Le pouvoir appartient au peuple | 1 293  | 1,8  | 1      |
|          | Keski-Uudenmaan yhteislista     | 3 541  | 5,0  | 3      |
| Sources: |                                 |        |      |        |